# Value at risk
Value at risk е мярка за риска от загуба при инвестиции. Това е стандартна мярка за риск на даден актив или портфолио от активи във финансовата математика и финансовия мениджмънт на риска.
Value at risk (VaR) се изчислява за определен интервал от време, за определен актив и зададена вероятност. VaR от 10 млн. лева при вероятност 99% и времеви хоризонт от един ден означава, че вероятността активът да загуби повече от 10 млн. лева за един ден е 1%.
Макар VaR да е стандартната мярка за риск използвана от бизнеса съществува критика към използването ѝ. От теоретична гледна точка е важно, че VaR не е субадитивен, тоест на теория е възможно VaR на портфолио да е по-голям от сумата на VaR на отделните му съставни части (което противоречи на CAPM). Практически проблеми има при моделирането на данните, което е свързано с несигурност.